# Étoile rouge de Belgrade (volley-ball féminin)
Pour les articles homonymes, voir Étoile rouge de Belgrade.
Maillots
Étoile rouge (Crvena Zvezda) est un club serbe de volley-ball fondé en 1946 et basé à Belgrade, évoluant pour la saison 2019-2020 en Superliga.

## Palmarès
- Championnat de Yougoslavie (18)
  - Vainqueur : 1959, 1962, 1963, 1964, 1965, 1966, 1967, 1969, 1970, 1971, 1972, 1975, 1976, 1977, 1978, 1979, 1982, 1983.
  - Finaliste : 1956, 1958, 1960, 1961, 1968, 1973, 1974, 1980, 1981.
- Coupe de Yougoslavie (10)
  - Vainqueur : 1961, 1962, 1963, 1972, 1974, 1976, 1979, 1982, 1983, 1991
  - Finaliste : 1980, 1986.
- Championnat de Serbie-et-Monténégro (5)
  - Vainqueur : 1992, 1993, 2002, 2003, 2004.
  - Finaliste : 2005.
- Coupe de Serbie-et-Monténégro (2)
  - Vainqueur : 1992, 2002.
  - Finaliste : 1993, 1997, 1999, 2004.
- Championnat de Serbie (3)
  - Vainqueur : 2010, 2011, 2012, 2013.
  - Finaliste : 2008, 2009, 2014[2]2018[3]
- Coupe de Serbie (5)
  - Vainqueur : 2010, 2011, 2012, 2013, 2014[4] et 2022
  - Finaliste : 2007, 2009, 2018, 2019.
- Supercoupe de Serbie (1)
  - Vainqueur : 2022
  - Finaliste : 2013, 2014[5] et 2019[6]
- Coupe de la CEV
  - Finaliste : 2010

## Effectifs

### Saison 2020-2021
| No                                      | Nom                                     | Date de naissance                       | Taille                         | Poids                          | Poste                          |
| --------------------------------------- | --------------------------------------- | --------------------------------------- | ------------------------------ | ------------------------------ | ------------------------------ |
| 1                                       | Tara Taubner                            | 11 janvier 2002                         | 186                            | 81                             | Centrale                       |
| 2                                       | Tijana Cvetković                        | 11 janvier 2002                         | 186                            |                                | Réceptionneuse-attaquante      |
| 4                                       | Isidora Rodić                           | 27 janvier 2001                         | 185                            | 77                             | Centrale                       |
| 6                                       | Jana Jovanović                          | 10 juin 2003                            | 191                            |                                | Centrale                       |
| 7                                       | Katarina Vukomanović                    | 26 octobre 1990                         | 176                            | 61                             | Libero                         |
| 8                                       | Nevena Sajić                            | 24 septembre 2003                       | 187                            | 60                             | Réceptionneuse-attaquante      |
| 9                                       | Milica Milunović                        | 27 février 2001                         | 183                            | 63                             | Réceptionneuse-attaquante      |
| 10                                      | Mila Đorđević                           | 20 avril 1998                           | 180                            | 58                             | Libero                         |
| 11                                      | Anja Ašonja                             | 4 octobre 1999                          | 190                            | 67                             | Attaquante                     |
| 12                                      | Milica Tasić                            | 24 décembre 1999                        | 186                            | 68                             | Réceptionneuse-attaquante      |
| 14                                      | Sara Vučićević                          | 29 avril 1997                           | 186                            | 66                             | Centrale                       |
| 16                                      | Jelena Delić                            | 17 juillet 2000                         | 192                            | 70                             | Centrale                       |
| 17                                      | Kristina Stanković                      | 3 octobre 1999                          | 169                            |                                | Libero                         |
| 21                                      | Jovana Simić                            | 31 octobre 1999                         | 172                            |                                | Passeuse                       |
| 23                                      | Tijana Vrcelj                           | 4 septembre 2002                        | 180                            | 59                             | Passeuse                       |
|                                         |                                         |                                         |                                |                                |                                |
| Encadrement technique                   | Encadrement technique                   |                                         | Légende                        | Légende                        | Légende                        |
| Entraîneur : Aleksandar Vladisavljev    | Entraîneur : Aleksandar Vladisavljev    | Entraîneur : Aleksandar Vladisavljev    | : Capitaine                    | : Capitaine                    | : Capitaine                    |
| Entraîneur(s) adjoint(s) : Ivan Bučevac | Entraîneur(s) adjoint(s) : Ivan Bučevac | Entraîneur(s) adjoint(s) : Ivan Bučevac | : Joueuse blessée actuellement | : Joueuse blessée actuellement | : Joueuse blessée actuellement |